# Tiiläänjärvi
Tiiläänjärvi är en sjö i Finland. Den ligger mellan byarna Stigsböle (Tiilää) och Hovarböle i nyländska kommunen Askola, i den södra delen av landet, 60 km nordost om huvudstaden Helsingfors. 
Tiiläänjärvi ligger 17,1 meter över havet. I omgivningarna runt Tiiläänjärvi växer i huvudsak blandskog. Den är 10,28 meter djup. Arean är 2,13 kvadratkilometer och strandlinjen är 9,04 kilometer lång.
Sjön ingår i Illbyåns huvudavrinningsområde. 